# U-592
Unterseeboot 592 foi um submarino alemão do Tipo VIIC, pertencente a Kriegsmarine que atuou durante a Segunda Guerra Mundial.
O U-592 esteve em operação entre os anos de 1941 e 1944, realizando neste período 10 patrulhas de guerra, nas quais afundou um navio aliado, num total de 3,770 toneladas de arqueação.
Foi afundado  por cargas de profundidade lançadas pelos HMS Starling, HMS Wild Goose e HMS Magpie às 10h00min do dia 31 de janeiro de 1944, causando a morte de todos os 49 tripulantes.

## Comandantes
| Comandante          | Data                                          |
| ------------------- | --------------------------------------------- |
| Kptlt. Carl Borm    | 16 de outubro de 1941 - 24 de julho de 1943   |
| Oblt. Heinz Jaschke | 2 de setembro de 1943 - 31 de janeiro de 1944 |

## Subordinação
Durante o seu tempo de serviço, esteve subordinado às seguintes flotilhas:
| Período                                        | Flotilha                                   |
| ---------------------------------------------- | ------------------------------------------ |
| 16 de outubro de 1941 - 1 de fevereiro de 1942 | 6. Unterseebootsflottille (treinamento)    |
| 1 de fevereiro de 1942 - 30 de junho de 1942   | 6. Unterseebootsflottille (serviço ativo)  |
| 1 de julho de 1942 - 28 de fevereiro de 1943   | 11. Unterseebootsflottille (serviço ativo) |
| 1 de março de 1943 - 31 de janeiro de 1944     | 6. Unterseebootsflottille (serviço ativo)  |

## Operações conjuntas de ataque
O U-592 participou das seguinte operações de ataque combinado durante a sua carreira:
- Rudeltaktik Wrangel (11 de março de 1942 - 18 de março de 1942)
- Rudeltaktik Naseweis (10 de abril de 1942 - 10 de abril de 1942)
- Rudeltaktik Bums (10 de abril de 1942 - 14 de abril de 1942)
- Rudeltaktik Blutrausch (15 de abril de 1942 - 19 de abril de 1942)
- Rudeltaktik Nebelkönig (27 de julho de 1942 - 13 de agosto de 1942)
- Rudeltaktik Trägertod (19 de setembro de 1942 - 22 de setembro de 1942)
- Rudeltaktik Boreas (19 de novembro de 1942 - 9 de dezembro de 1942)
- Rudeltaktik Seeteufel (21 de março de 1943 - 30 de março de 1943)
- Rudeltaktik Löwenherz (1 de abril de 1943 - 10 de abril de 1943)
- Rudeltaktik Siegfried (22 de outubro de 1943 - 27 de outubro de 1943)
- Rudeltaktik Siegfried 2 (27 de outubro de 1943 - 30 de outubro de 1943)
- Rudeltaktik Jahn (31 de outubro de 1943 - 2 de novembro de 1943)
- Rudeltaktik Tirpitz 4 (2 de novembro de 1943 - 8 de novembro de 1943)
- Rudeltaktik Eisenhart 8 (9 de novembro de 1943 - 10 de novembro de 1943)
- Rudeltaktik Rügen (21 de janeiro de 1944 - 26 de janeiro de 1944)
- Rudeltaktik Hinein (26 de janeiro de 1944 - 29 de janeiro de 1944)

## Coordenadas
1. ↑  em posição 50° 20' N 17° 29' O